# Euxoa solitaria
Euxoa solitaria är en fjärilsart som beskrevs av Smith 1885. Euxoa solitaria ingår i släktet Euxoa och familjen nattflyn. Inga underarter finns listade i Catalogue of Life.